# Primera División de la Asociación de Football de Santiago 1931
El Torneo de la Primera División de la Asociación de Football de Santiago 1931 fue la 3.º edición de la segunda categoría de la Asociación de Football de Santiago, competición de fútbol de carácter oficial y amateur de la capital de Chile, correspondiente a la temporada 1931. Se jugó desde el 26 de abril hasta el 30 de diciembre de 1931.
Su organización estuvo a cargo de la Asociación de Football de Santiago y contó con la participación de ocho equipos. La competición se disputó bajo el sistema de todos contra todos, en una sola rueda.
El campeón fue Santiago National, que se adjudicó su primer título de la Primera División de la Asociación de Football de Santiago.
El equipo que descendió a la División Intermedia de la AFS fue Gimnástico Arturo Prat, que terminó último en la tabla de posiciones, con 3 puntos.
Cabe señalar que, debido a la reestructuración de la Asociación de Football de Santiago, las categorías divisionales cambiaron sus nombres: la primera y máxima categoría fue la División de Honor, la segunda fue la Primera División, la tercera fue la División Intermedia y la cuarta fue la Segunda División. Al efecto, esta Primera División constituye parte de la misma continuidad de la Segunda División del año anterior.

## Reglamento de juego
La competición se jugó bajo el sistema de todos contra todos y en una sola rueda de siete fechas, resultando campeón aquel equipo que acumulase más puntos en la tabla de posiciones.
Por su parte, el equipo con menos puntaje descendía a la División Intermedia de la Asociación de Football de Santiago.

## Equipos participantes

### Relevo anual de clubes
No hubo ascensos a la primera categoría. Gimnástico Arturo Prat y Santiago National descendieron a la segunda categoría.
| Descendidos a la Primera División                                              |
| ------------------------------------------------------------------------------ |
| Gimnástico Arturo Prat (9.º lugar de la División de Honor de la AFS 1930)      |
| Santiago National (10.º y último lugar de la División de Honor de la AFS 1930) |

### Información de los clubes
| Equipo                 | Ciudad            |
| ---------------------- | ----------------- |
| Carlos Walker          | Santiago de Chile |
| Deutscher Sport Verein | Santiago de Chile |
| Ferroviarios           | Santiago de Chile |
| Gimnástico Arturo Prat | Santiago de Chile |
| Loma Blanca            | Santiago de Chile |
| Morning Star           | Santiago de Chile |
| Santiago National      | Santiago de Chile |
| Sportiva Mac Kay       | Santiago de Chile |

## Clasificación
| Pos.                                           | Equipo                 | PJ | PG | PE | PP | GF | GC | Dif. | Pts. |
| ---------------------------------------------- | ---------------------- | -- | -- | -- | -- | -- | -- | ---- | ---- |
| 1.                                             | Santiago National      | 7  | -  | -  | -  | -  | -  | -    | 12   |
| 2.                                             | Deutscher Sport Verein | 7  | -  | -  | -  | -  | -  | -    | 9    |
| 3.                                             | Morning Star           | 7  | -  | -  | -  | -  | -  | -    | 9    |
| 4.                                             | Loma Blanca            | 7  | -  | -  | -  | -  | -  | -    | 7    |
| 5.                                             | Sportiva Mac Kay       | 7  | -  | -  | -  | -  | -  | -    | 7    |
| 6.                                             | Ferroviarios           | 7  | -  | -  | -  | -  | -  | -    | 5    |
| 7.                                             | Carlos Walker          | 7  | -  | -  | -  | -  | -  | -    | 4    |
| 8.                                             | Gimnástico Arturo Prat | 7  | -  | -  | -  | -  | -  | -    | 3    |
| Última actualización: 14 de septiembre de 2014 |                        |    |    |    |    |    |    |      |      |

|  |                                      |
|  | Campeón.                             |
|  | Descendido a la División Intermedia. |

## Campeón
| Santiago de Chile            |
| Santiago National 1.º título |